# Ralph Steele Boggs
Ralph Steele Boggs (* 17. November 1901 in Terre Haute, Vigo County, Indiana; † 23. Juli 1994) war ein US-amerikanischer Romanist, Hispanist, Volkskundler, Parömiologe und Märchenforscher.

## Leben und Werk
Boggs promovierte 1929 an der Universität Chicago auf Anregung von Archer Taylor mit der Arbeit Index of Spanish  Folktales. Classified according to Antti Aarne's 'Types of the folktale', translated and enlarged by Stith Thompson (Helsinki 1930, 1993). Er lehrte von 1929 bis 1950 Hispanistik an der Universität von North Carolina in Chapel Hill (wo er 1939 den ersten Studiengang für Volkskunde in den Vereinigten Staaten einrichtete), dann bis zu seiner Emeritierung 1967 an der Universität Miami in Florida. 
Boggs begründete die Zeitschriften Folklore Americas. A semi-annual journal devoted to the study of Hispanic and Latin American folklore (ab 1941) und North Carolina Folklore (ab 1954). Von 1937 bis 1981 besorgte er eine Bibliografie für die Zeitschrift  Southern folklore quarterly. A publication devoted to the historical and descriptive study of folkore and to the discussion of folk material as a living tradition.
Boggs war verheiratet mit der dominikanischen Volkskundlerin Edna Garrido de Boggs (1913–2010).

## Werke

### Volkskunde
- (Hrsg. mit Nicholson Barney Adams) Spanish folktales, New York 1932
- (Hrsg. mit Carlos Castillo) Leyendas épicas de España, Boston/New York 1935
- (Hrsg. mit Mary Gould Davis) Three golden oranges and other Spanish folk tales, New York/Toronto 1936
- Bibliografía del folklore mexicano, Mexiko-Stadt 1938
- Bibliography of Latin American folklore, New York 1940
- El folklore en los Estados Unidos de Norteamérica, Buenos Aires 1954
- (Hrsg.) Charles Wolfgang Arnade, Florida on trial 1593-1602, Coral Gables 1959
- (Hrsg. mit Moritz Adolph Jagendorf 1888–1981) The king of the mountains. A treasury of Latin American folk stories, New York 1960 (bulgarisch Sofia 1968)

### Weitere Werke
- Outline history of Spanish literature, Boston 1937 (spanisch Montevideo 1945)
- (mit Lloyd August Kasten, Hayward Keniston, Henry Brush Richardson) Tentative dictionary of medieval Spanish, 2 Bde., Chapel Hill 1946
- (Hrsg.) Ione Stuessy Wright, Voyages of Álvaro de Saavedra Cerón  1527-1529,  Miami 1951
- Spanish pronunciation exercises, New York 1954
- (mit Robert James Dixson) Sound teaching. A laboratory manual of American English, New York 1959
- Spanish word builder, New York 1963
- Basic Spanish pronunciation, New York 1970, 1976
- (mit Joseph I. Dixson) Everyday Spanish idioms, New York 1978
- (mit Robert James Dixson) English step by step with pictures, Englewood Cliffs 1991; Grammar step by step with pictures, White Planes 2004